# Alyssum simplex
Alyssum simplex là một loài thực vật có hoa trong họ Cải. Loài này được Rudolph mô tả khoa học đầu tiên năm 1799.